# Poliizocianurát

A poliizocianurát általánosított kémiai szerkezete, amely az izocianurátcsoportot mutatja. A poliolokat R-csoportoknak rövidítik.

A poliizocianurát (PIR) egy számos kiindulási anyagból (monomer) előállítható hőre keményedő műanyag. A PIR napjaink egyik leghatékonyabb, általánosan használt hőszigetelő anyaga. A kiindulási anyagok közt nagyobb a metilén-difenil-diizocianát (MDI) aránya a poliuretánénál (PUR), és poliészter-alapú a poliol, szemben a PUR-ban használt poliéterrel. A kémiai szerkezetük is jelentősen eltér: az MDI izocianát-csoportjai trimerizálódnak izocianuráttá, ezeket kapcsolják össze a poliolok komplex polimerszerkezetet adva.

## Előállítása
A PIR előállítása során felhasznált monomerek nagyon hasonlóak a poliuretán (PUR) gyártásakor felhasznált molekulákkal kivéve, hogy a metilén-difenil-diizocianát (MDI) aránya magasabb és a reakció során poliészterből származó poliolt használnak fel poliéter – poliol helyett. Az MDI és a poliol reakciója magasabb hőmérsékleten megy végbe, mint a PUR előállításához használt reakcióhőmérséklet. Ezeken a magas hőmérsékleteken és specifikus katalizátorok jelenlétében az MDI először önmagával reagál, merev, gyűrűs molekulát képezve, amely reaktív köztes anyag (tri-izocianát-izocianurát vegyület). A maradék MDI és a tri-izocianát reakcióba lép a poliollal, és komplex poliuretán-izocianurát polimert képez (ezért használható a PUI rövidítés a PIR alternatívájaként), amelyet megfelelő habosítószer jelenlétében habosítanak. Ez az izocianurát polimer viszonylag erős molekulaszerkezettel rendelkezik, a kémiai kötések, az izocianurát gyűrűszerkezete és a nagy térhálósodási sűrűség kombinációja miatt. A nagyobb kötési szilárdság azt is jelenti, hogy ezeket nehezebb feltörni, és ennek eredményeként a PIR hab kémiailag és termikusan stabilabb: az izocianurát kötések bomlása a kutatások szerint 200 °C felett kezdődik, szemben az uretánnal amelynél már 100-110 °C-on. 
A PIR MDI/poliol aránya, más néven indexe magasabb, mint 180. Összehasonlításképpen, a PUR indexek általában 100 körül vannak. Ahogy az index növeli az anyag merevségét, a törékenység is növekszik, bár a korreláció nem lineáris. A termék alkalmazásától függően a nagyobb merevség, kémiai és/vagy hőstabilitás kívánatos lehet, ebből kifolyólag a PIR gyártók akár több azonos sűrűségű, de különböző indexű terméket kínálhatnak az optimális végfelhasználási teljesítmény elérése érdekében.
Apró érdekesség, hogy Európa egyik legmodernebb PIR gyártóüzeme hazánkban található Tapolcán. Itt a magyar tulajdonú Innopan TECH Kft. készít alumínium és üvegfátyol kasírozású paneleket hőszigetelő táblákat lakossági és ipari felhasználásra.

## Felhasználás
A jellemzően keményhabként előállított hőszigetelést alumínium vagy üvegfátyol fegyverzettel laminálva különböző méretekben, táblás kivitelben alkalmazzák. Hővezetési képessége (lambda érték = λ) jóval kedvezőbb, mint az általánosan elterjedt EPS, ásványgyapot vagy egyéb szálas szigetelések hasonló értéke. A lambda érték függ a fegyverzettől (kasírozás) és a kerület, terület aránytól is, de PIR szigetelések esetén a tipikus érték körülbelül 0,022 W/mK.
A PIR szinte a teljes épületszerkezeten használható hőszigetelő megoldást jelent. Néhány felhasználási területe: magas- vagy lapostető, terasz, padló, födém, homlokzat, lábazat, pillér, koszorú, áthidaló, ablakkáva, redőnytok. Ipari és kereskedelmi körülmények között csőszigetelésként vagy fűtési, szellőztetési és légkondicionáló rendszerekben használt előszigetelt csatornák gyártása során is alkalmazzák.
Külső térelválasztó szigetelésként alkalmazva a hatékonyságra veszélyt jelentenek az egyes panelek zsugorodásából eredő rések (hőhidak), különösen, ha a táblák direkt gőznek vagy beszivárgásnak vannak kitéve. A hőhidak kialakulásának megelőzése érdekében a gyártási kritériumok megkövetelik, hogy a zsugorodást 1% alá kell korlátozni, de további megoldást jelent a problémára a szigetelés több rétegben történő alkalmazása vagy „lépcsős” élképzésű PIR szigetelés használata.

## Egészségre gyakorolt hatások
A PIR szigetelés a gyártás során felszabadult por miatt irritáló hatású lehet a bőrre, a szemre és a felső légutakra, de a vizsgálatok nem mutatták ki, hogy növelné légzőszervi megbetegedések kockázatát.
A PIR biocidmentes, gombásodás- és penészedésmentes, valamint a rágcsálókkal szemben is ellenálló.